# Црква Светог Преображења (Сарајево)
Храм Преображења Господњег (црква на Старој станици) је храм Српске православне цркве који се налази у Пофалићима у Новом Сарајеву, те је једина српска православна црква у општини Ново Сарајево. Припада дабробосанској митрополији.
Овај храм је пројектовао професор Александар Дероко. Темељ је освећен 7. августа 1938, а храм је завршен 1940. године - освећен је у недељу 8. септембра те године. Присутно је било преко 50.000 верника. Освећење је извршио патријарх српски Гаврило (Дожић) уз саслужење митрополита дабробосанског Петра, епископа жичког Николаја Велимировића, епископа зворничко-тузланског Нектарија, епископа захумско-херцеговачког Николаја и више свештеника и ђакона оба реда. Кум цркве је био В. Тодоровић, индустријалац из Сарајева, а кум звона Д. Нешковић. При овом храму су служили следећи свештеници: Замфир Миличевић, Јован Марјановић, Јован Шкаљак, Вељко Шкаљак, Војислав Чаркић, Лазар Васиљевић, протосинђел Авакум Росић, Јадран Даниловић.
У току рата у Босни и Херцеговини (1992–1995), храм је значајно оштећен. Након рата почела је обнова крова и поправка других оштећења. Године 2004. започело се с новим живописањем унутрашњости храма.
Храм је само од 2001. до 2010. године тридесетак пута био нападан од стране вандала.
Пројекат цркве првобитно је намењен за изградњу српске православне цркве у Сплиту, али је искориштен за изградњу ове цркве.

## Напади на цркву Преображења Господњег
Од завршетка ратних сукоба до 2016. године евидентирано је више од четрдесет напада на православну цркву Преображења Господњег у Сарајеву. Већина напада је остала нерасвијетљена а починиоци су прошли некажњени.
У јуну 2010. године, непознати починиоци покушали су да обију храм у Пофалићима.
У јулу исте године, вандали су разбили рефлектор који је освјетљавао прочеље храма и црквено двориште. Поред рефлектора, разбијени су и црепови намијењени за реконструкцију крова.
У јануару 2012. године непознати мушкарац са ножем у руци насрнуо је на радницу у цркви Преображења Господњег, након што га је спријечила да однесе вриједне иконе и новац из црквене касе.
Крајем марта 2016. године, непознати починиоци из цркве Преображења Господњег украли су икону Богородице.
Део православне цркве Преображења Господњег у строгом центру Сарајева запаљен је 21. августа 2016. тако што је кроз прозор убачена запаљива материја. Починилац је убрзо откривен и приведен и против њега је отворена истрага. Црква је и раније била на мети пљачкаша, а 2016. године у два наврата из ње су украдене иконе.

## Галерија
- Црква на Пофалићима (Старој станици)
- Црква на Пофалићима (Старој станици)